# クラスター錯覚

正方形の区画の中に、10000個の点がランダムに打たれていく様子。クラスター(群れや塊)を見い出す事が出来る。

クラスター錯覚(英: Clustering illusion)もしくはクラスターの錯覚とは、サンプルサイズが小さい場合のランダム分布において必然的に生じるストリーク（線や筋）やクラスター（群れや塊）を、ランダムなものではないと誤判断することである。サンプルサイズが小さいランダムデータもしくはセミ・ランダムデータにおけるバラつきの程度について、人はそれを過小視しがちな傾向を持っている。それが原因となってクラスター錯覚は引き起こされる。

## 具体例

### 着弾地点の分布
早くからこの問題に取り組んできたトーマス・ギロビッチによると、様々なタイプのランダム分布に対して、クラスター錯覚が発生するという。二次元データの事例を挙げると、第二次世界大戦時、V1飛行爆弾がロンドンの地図上に描いた落下地点はクラスター状になっている。また、時間経過と共に上下する株式市場の価格変動に、パターンを見い出す事も、その一例である。ロンドン内への着弾地点の分布状況について、ロンドン市民達は幾つもの個性的な理論を作り上げたのであるが、1946年出版のR. D. Clarkeによる統計的分析によると、ロンドンへのV2ロケットの着弾地点は、ランダム分布に一致している。

### シュートの成功と不成功
クラスター錯覚は、ホットハンドの誤謬が発生する根本的原因になっている。この点については、トーマス・ギロビッチ、ロバート・ヴァローネ、エイモス・トベルスキーが調査を行った。バスケットボールの試合では、シュートは立て続けに連続して(in streak)決まるという見方が存在していて、スポーツキャスターなどは、これをホットハンドを持っているというように解説するし、また、ギロビッチらの調査でも、多くの人が、その見解を信じている事がわかっている。しかし、彼らは、その主張が正しくない事を発見した。彼らが収集したデータによると、成功シュートの後には、微差であるが、成功シュートよりもむしろミスシュートの発生確率が高い。

## 類似のバイアス
原因の推論を行う時に、クラスター錯覚のような認知バイアスがかかっていると、テキサスの狙撃兵の誤謬と呼ばれる錯誤に陥る恐れがある。パターン認識の錯誤についての、より一般的な形のものがパレイドリアやアポフェニアである。これに関連したバイアスとしてコントロール幻想があり、クラスター錯覚は、その原因になり得る。また、サンプルサイズの無視が発生する原因は、サンプルサイズが小さい場合に、人は大きなバラつきを予期しないことにある。勝ち目が続く流れを誤解するギャンブラーの誤謬も、認知バイアスの一つである。

## 原因
ダニエル・カーネマンとエイモス・トベルスキーの説明によると、このような錯誤は代表性ヒューリスティック(この概念自体、彼らが提唱したものである)が原因であるという 。